# Канонічні форми молекул

Приклад — бензеновий цикл

Канонічні форми молекул — граничні електронні структури молекул (відповідають формулам Льюїса), які відрізняються лише розміщенням електронів, але не ядер; міжатомні зв'язки в них, що утворюються за участю пари електронів, відображаються валентними
рисками. CH2::CH: CH3 ≡CH2=CH–CH3.
Хвильові функції кожної з канонічних форм з певним коефіцієнтом складають повну хвильову функцію молекули в методі валентних схем. Сукупність таких структур відображає особливості електронної будови молекулярної частинки. Для бензену записуються зі збереженням класичних правил валентності для кон'югованих циклічних систем.
Формули молекули бензену і його похідних, що описують бензен як циклогексатрієн, тобто як структуру з фіксованим альтернуванням подвійних та одинарних зв'язків, де подвійні зв'язки постійно осцилюють між сусідніми положеннями (запропоновані Кекуле для пояснення відсутності очікуваних ізомерів дво- і більше заміщених бензену).
Синоніми — структури  Кекуле, резонансні структури, мезомерні структури.